# Apium larranagum
Apium larranagum är en flockblommig växtart som beskrevs av Minosuke Hiroe. Apium larranagum ingår i släktet sellerier, och familjen flockblommiga växter. Inga underarter finns listade i Catalogue of Life.